# Unité urbaine de Manosque
L'unité urbaine de Manosque est une unité urbaine française centrée sur Manosque, principale ville des Alpes-de-Haute-Provence dans la région Provence-Alpes-Côte d'Azur.

## Données générales
Dans le zonage réalisé par l'Insee en 1999, l'unité urbaine était composée de trois communes, toutes situées dans le département des Alpes-de-Haute-Provence, plus précisément dans l'arrondissement de Forcalquier.
Dans le zonage réalisé en 2010, ainsi que dans celui réalisé en 2020, l'unité urbaine est composée de quatre communes, le périmètre ayant été étendu à la commune de Corbières-en-Provence.
En 2022, avec 31 565 habitants, elle représente la 1re unité urbaine du département des Alpes-de-Haute-Provence et occupe le 11e rang dans la région Provence-Alpes-Côte d'Azur.
En 2021, sa densité de population s'élève à 262 hab/km2. Par sa superficie, elle ne représente que 1,74 % du territoire départemental mais, par sa population, elle regroupe 19,03 % de la population du département des Alpes-de-Haute-Provence.

## Composition selon la délimitation de 2020
Elle est composée des quatre communes suivantes :
| Nom                     | Code Insee | Département             | Statut       | Superficie (km2) | Population (dernière pop. légale) | Densité (hab./km2) | Modifier                                    |
| ----------------------- | ---------- | ----------------------- | ------------ | ---------------- | --------------------------------- | ------------------ | ------------------------------------------- |
| Manosque (ville-centre) | 04112      | Alpes-de-Haute-Provence | ville-centre | 56,73            | 22 807 (2022)                     | 402                | modifier les données · modifier les données |
| Corbières-en-Provence   | 04063      | Alpes-de-Haute-Provence | banlieue     | 19,06            | 1 285 (2022)                      | 67                 | modifier les données · modifier les données |
| Pierrevert              | 04152      | Alpes-de-Haute-Provence | banlieue     | 27,90            | 3 943 (2022)                      | 141                | modifier les données · modifier les données |
| Sainte-Tulle            | 04197      | Alpes-de-Haute-Provence | banlieue     | 17,07            | 3 530 (2022)                      | 207                | modifier les données · modifier les données |

## Évolution démographique
| 1968   | 1975   | 1982   | 1990   | 1999   | 2010   | 2015   | 2021   |
| ------ | ------ | ------ | ------ | ------ | ------ | ------ | ------ |
| 20 400 | 23 901 | 24 785 | 25 662 | 26 729 | 30 118 | 30 036 | 31 610 |